# قهستان

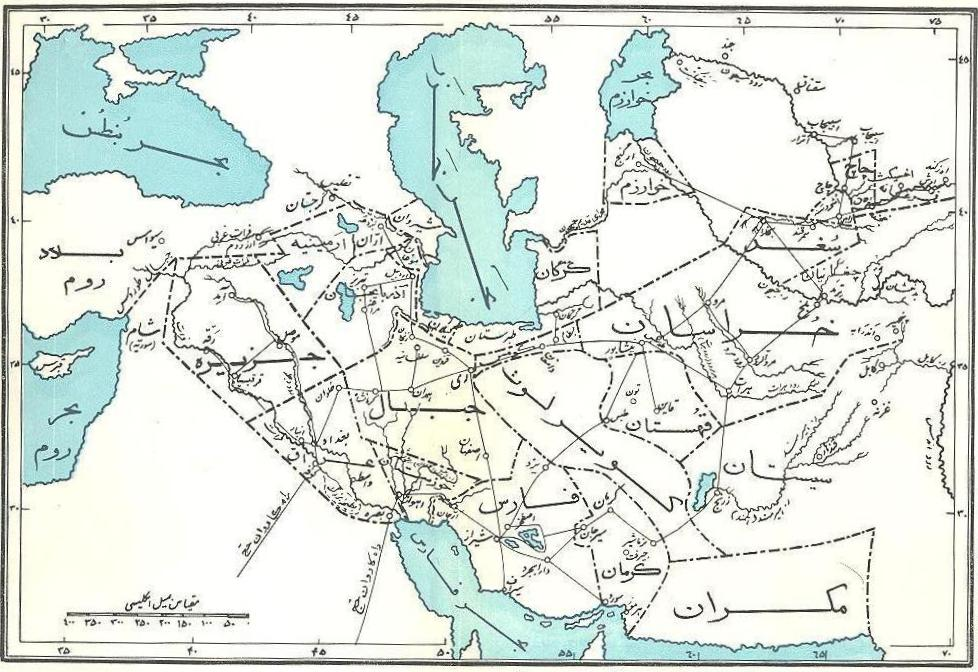
موقعیت قهستان (جنوب خراسان) در نقشه ایران در عصر خلفای عباسی برگرفته از کتاب جغرافیای تاریخی سرزمین‌های خلافت شرقی

کهستان شهرستان‌های زیر را در برمی‌گیرد: در استان خراسان جنوبی: قائنات، فردوس، سرایان، بشرویه، طبس، زیرکوه، درمیان، سربیشه، بیرجند، خوسف در استان خراسان رضوی: تربت جام، صالح‌آباد، باخرز، تایباد، خواف، تربت حیدریه، زاوه، رشتخوار، مه‌ولات، گناباد، بجستان، کاشمر، کوهسرخ، خلیل‌آباد و بردسکن

قُهِسْتان (قُهَستان، کُهستان) نام سرزمینی است که در مرکز فلات ایران، واقع شده و منطقهٔ کوهستانی گسترده‌ای است که شهرهای قاین، فردوس، طبس، بیرجند، کاشمر، تربت حیدریه، تربت جام، خواف، گناباد و تایباد را در بر می‌گرفته‌است.

## نام
قُهستان که معرب واژهٔ کهستان یا کوهستان است.
دلیل نام گذاری قُهستان وجود کوه‌های متعدد در این منطقه بوده‌است. این کوه‌ها مرز جغرافیای مناطق گرمسیری (کویر و دشت) ناحیهٔ جنوب ایران و جغرافیای سردسیری و کوه‌های شمال شرقی ایران است. این منطقه در گویش محلی مردمش قُهِستون یا قُهِستو نیز نامیده می‌شود. 

## جغرافیای ایالت قهستان
حافظ ابرو تاریخ‌نگار قرن نهم در کتابش به نام قهستان اشاره و چنین بیان کرده‌است:
«ولایت قهستان عریض و طویل است. دور آن قریب صد فرسخ زیادت باشد. شرقی آن ولایت خواف است و غربی آن بیابانی است. غرب آن فارس و کرمان و شمال آن اعمال نیشابور و سبزوار است. جنوب سجستان و کرمان. قهستان مشتمل بر چند قصبه و ناحیت بزرگ است از جمله قاین، تون (فردوس امروزی) جُنابَذ، بیرجند، زیرکوه، بَجِستان، بوزجان، نَهارجان، طبس گیلکی، رَقّه، شاخِن، فَشارود، مؤمن‌آباد، تُرشیز، طبس مَسینان و خوسْف. قصبهٔ بزرگ قهستان یکی قاین است».
در لغت‌نامهٔ دهخدا در سال ۱۳۴۵ در مورد قهستان چنین نوشته شده‌است:
قهستان. [ق‌ُ هِ] (اِخ) ولایتی است در خراسان. (برهان). این ولایت در جنوب خراسان واقع و شامل قائن، تون، گناباد و طبس العناب (تبس مسینا) و کهستان و طبس التمر (تبس گیلکی) و طریثیث (ترشیز) است. (از معجم البلدان) (حاشیهٔ برهان). شهرستانی است میان نیشابور و هرات و قصبهٔ آن قاین و طبس است. (از ناظم الاطباء).

## قهستان در منابع تاریخی
مارکوپولو جهانگرد مشهور ونیزی از قاین و تون (فردوس امروزی)، دو شهر بزرگ و مهم ایالت قهستان نام برده و در سفرنامه مارکوپولو، قهستان را تحت عنوان «تونوکائن» نام معرفی کرده‌است.
ناصرخسرو سفرنامه اش در مسیر بازگشت از سفر دور و دراز خود، در شهر تون و شهر قاین اقامت نموده و از اهمیت این منطقه سخن گفته‌است.
در شاهنامه فردوسی از کوه قهستان با نام کوه زیبد نام برده شده‌است. در کتابهایی تاریخ جهانگشای، طبقات ناصری، نزهةالقلوب و فتوح‌البلدان به نام قهستان اشاره شده‌است.
منهاج سراج جوزجانی در کتابش طبقات ناصری در مورد فتوحات قهستان می‌نویسد: «در سال ۶۰۱ که سلطان غازی معزالدین لشکر به طرف خوارزم برد ملک علاءالدین از غور لشکر به طرف قهستان (ملحدستان (اسماعیلیان)) رفت و به قهستان لشکر کشید و قلعه کاخ را فتح کرد و جهاد بیشمار به جای آورد.»

## واژه‌های مشترک در منطقهٔ قهستان
نمونه‌هایی از واژه‌های گویشی منطقه قهستان: کلماتی مانند: گُو (گاو)، خُو (خواب)، اُو (آب)، چالاک (فعال)، پی یَر (پدر)، مار، مَدَر (مادر)، پیر (مرشد بزرگ)، پتوو (افتو، آفتاب)، نِسِر (سایه)، نِزم (ژاله)، چاش (ناشتا)، مانده (درمانده، بیچاره)، دروستی (خوشی صحت و سلامتی)، خَش، خوش، خاش(مادر زن، مادر شوهر)، خُسور (پدر زن، پدرشوهر) و…

## برخی از مشاهیر و شخصیت‌های برجسته
- میر سید حسین اخلاطی
- حکیم نزاری قهستانی
- ابن حسام خوسفی
- حسین قاینی: حاکم ترشیز و قهستان بود و دعوت حسن صباح پذیرفت و جمعی کثیر با وی هم داستان شدند.[۶]
- اسدالله علم
- حیرتی تونی
- غلامحسین شکوهی
- قطب الدین حیدر تونی
- بدیع الزمان فروزانفر
- ملا عبدالله فاضل تونی
- محمد بدیع تونی
- سلیمی تونی
- برهان‌الدین تونی
- محمد حسین فاضل تونی
- معین الدین تونی
- خواجه اختیار منشی گنابادی
- ملا مظفر گنابادی
- محمد پروین گنابادی
- ابومنصور ریابی
- محمدتقی بهلول گنابادی
- محمدحسن گنجی
- کاظم معتمدنژاد
- سلطان محمد گنابادی نویسنده تفسیر بیان السعادت (سلطان علیشاه)
- ملا نورعلی بیدختی (نورعلیشاه ثانی)
- محمد حسن بیچاره بیدختی (صالح علیشاه)